# Herman Daniël Joannes Swaters
Herman Daniël Joannes Swaters (Bergen op Zoom, 10 september 1896 - Zierikzee, 10 mei 1993) was oud-hoofdingenieur van de Provinciale Waterstaat in Zeeland en in 1942 oprichter en commandant van de OD (Ordedienst) op Schouwen-Duiveland. 
Als leider van het verzet op het eiland was Swaters betrokken bij de Tien van Renesse. Swaters over de eerste poging van zeventien verzetsmensen om over te steken naar bevrijd Noord-Beveland op 6 december 1944:”We zijn allemaal bij elkaar gekomen in het huis van de rector van de hbs om de laatste afspraken te maken. Ik heb daar afscheid van ze genomen. Zelf wilde ik niet mee. Ik had opdracht op mijn post te blijven. Als er iets met de dijken gebeurd zou zijn, had men mij terecht verwijten kunnen maken. (...) De eerste keer mislukte het, omdat de boot de goede richting niet kon vinden. Iedereen ging weer terug. Twee leden van de groep hebben nog bij ons thuis geslapen. De tweede keer, op 7 december, ben ik nooit precies de gang van zaken te weten gekomen.” Verder zegt hij in het interview: "Alles bij elkaar heb ik niet de indruk dat we het in de oorlog zo moeilijk gehad hebben op Schouwen-Duiveland. Erg naar was het wegvoeren van de Joden in 1942 en heel verschrikkelijk het ophangen van tien mensen in Renesse. Dat vergeet je nooit meer."
Op zaterdag 21 januari 1950 werd aan Swaters de Engelse onderscheiding voor dapperheid toegekend, de Silver Laurel Leaf emblem. In de toelichting wordt gewezen op de belangrijke rol die Swaters speelde als commandant van het verzet op Schouwen-Duiveland. Hij was betrokken bij een geheime telefoonverbinding waarmee allerlei informatie werd doorgegeven aan de Engelse troepen in bevrijd Zeeland. Het Ardennenoffensief is mede door de informatie vanuit bezet Schouwen-Duiveland tot staan gebracht.
Swaters was Ridder in de Orde van de Nederlandse Leeuw. Verder was hij drager van het Verzetsherdenkingskruis.